# 羅伯特·孟席斯
羅伯特·戈登·孟席斯爵士，KT，AK，CH，FRS，QC（英語：Sir Robert Gordon Menzies，1894年12月20日—1978年5月15日），澳大利亚政治家，第12任澳大利亚总理，是迄今为止在任時間最長的澳洲總理，前後两度任職达18年半（1939-1941；1949-1966）。孟席斯早年屬於統一澳洲黨，後來經歷過了一段艱難時期，再創立澳洲自由黨，此後仕途一帆風順，並對1950年代和1960年代的澳洲政壇起重要影響力。孟席斯聰慧且富有人格魅力，不論在議會還是選舉場合，他皆以雄辯滔滔著稱。

## 讀音
“孟席斯”的翻譯根據的是其姓氏在現代澳洲英語中的普遍讀音，但該姓出自蘇格蘭，在蘇格蘭語中的讀音是“明格斯”，而孟席斯本人自稱及受人稱呼都比較喜歡“明格斯”，因此孟席斯得到“明”（英語：Ming）的別稱。

## 生平

### 早年

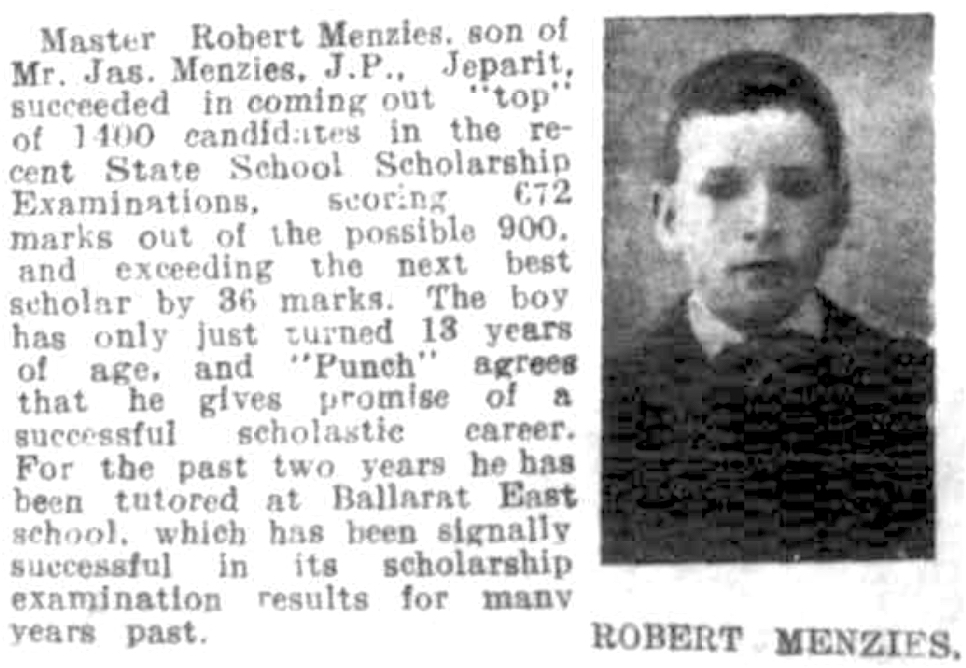
1908年2月，13岁的孟席斯因学业成绩优异被《Melbourne Punch》报纸报道。

1894年12月20日，孟席斯生於澳洲維多利亞州（時為英國殖民地）西部維麼拉（Wimmera）的傑帕里特（Jeparit），其祖籍为英国蘇格蘭高地地區。他的父親是位零售店店主，兼任州議員，叔父和岳丈也同樣是政治人物。孟席斯小時曾經在單室學校上學，其後轉到墨爾本巴拉來特區內的私人學校讀書，自年少时期起便成绩优异。1916年，孟席斯自墨爾本大學法律系以一級榮譽畢業。
雖然第一次世界大戰在1914年爆發，但孟席斯卻沒有像他的兄長們一樣投身軍隊，繼續學業。在1918年，孟席斯取得了大律師資格，到1920年的時候更開始在澳洲高等法院執業。同年9月27日，他與帕蒂·萊基（Pattie Leckie）結婚，而萊基的父親是聯邦國會議員。

### 投身政治
在1928年，孟席斯不再執業，轉移投身政治，成為維多利亞省立法上院議員，任內被指責沒有在一戰參軍而險些失去議席。到1929年，孟席斯獲英皇御用大律師銜，同時改任維多利亞省立法下院議員。自1932年至1934年，他又同時在维州政府供職，先後擔任州司法厅长、鐵路厅長和副州長等职务。
1934年，孟席斯離開维多利亚州议会，转而投身聯邦事務，并代表統一澳洲黨出選眾議院位於墨爾本的庫揚選區并当选。當選以後，他隨即在約瑟夫·萊昂茲（Joseph Lyons）的联邦政府中出任司法部长和工業部長，不久以後又兼任統一澳洲黨的副黨魁。在當時，他被外界認定是萊昂茲的接班人，更有不少傳言指他即將取代萊昂茲的地位，但他隨即加以否認。1938年，新南威尔士州卧龙岗市肯布拉港发生码头工人罢工，拒绝将生铁装船运往正在进行侵华战争的日本，此即达尔弗拉姆事件。时任联邦工业部长的孟席斯态度强硬，严令码头工人将生铁装船，双方爭持不下，促使孟席斯在1939年辞职以示不滿。但不久以後，同年4月7日，总理莱昂兹在任上逝世，使孟席斯的仕途发生了改变。

### 首度擔任總理
萊昂茲逝世後，鄉村黨黨魁厄爾·佩基爵士（Sir Earle Page）曾短暫出任看守政府總理。1939年4月26日，孟席斯當選为新任統一澳洲黨黨魁，遂出任澳洲總理。孟席斯的首个总理任期並不十分順利，初期，由於厄尔·佩基爵士不願加入他的政府，曾爆發組閣危機。當時佩基爵士在議會指責孟席斯在一戰時期沒有參軍是膽小的行為，又指孟席斯上位是背叛了萊昂茲，使孟席斯处境尴尬，最終他只好籌組了一個弱勢政府。數個月後，佩基爵士不再擔任鄉村黨黨魁，繼任黨魁阿爾奇·卡梅倫（Archie Cameron）表示願意與聯合黨合作組成聯合政府，此次危機才得以化解。
1939年，第二次世界大戰爆发，孟席斯遂成為了戰時總理。他雖然努力設法使國家上下團結一致，但其未在一戰參軍的背景，大大減低了國民對他的信任。在1940年的大選中，聯合黨選情低迷，幸好得到了兩名無黨籍議員的支持，政府才不至於垮台。選後，孟席斯有意找工黨的約翰·卡廷籌組聯合政府，但遭到了拒絕。
1941年，孟席斯前往英國與英國首相邱吉爾和其他領袖商討戰略，但當時其在國內政壇的形勢卻不容樂觀。當孟席斯返回澳洲的時候，他發現自己經失去支持，迫於無奈下，孟席斯在8月28日辭去了總理一職，由鄉村黨黨魁亞瑟·法登（Arthur Fadden）接任。不久以後，他又失去統一澳洲黨黨魁的地位。一系列的打擊使得孟席斯灰心喪氣，他在此間幾乎絕跡於政壇。

### 在野生涯及再任总理
1941年10月，工黨的約翰·卡廷上台，此後取得穩定的支持，到1946年的時候更順利由其繼承人本·奇夫利（Ben Chifley）接任總理。至於孟席斯則在1944年開始籌組一個「反工黨」的新政黨，以取代垂死的統一澳洲黨，結果在1945年年初，孟席斯成立了澳洲自由黨，由他出任黨魁，並走保守的路線。
二戰完結後，隨著冷戰的開始，使得國民對工黨的支持也開始動搖。在1947年奇夫利指他有意把澳洲的私營銀行國有化，立即引起中產階層的強烈不滿，孟席斯於是從中取得不少支持。不久之後澳洲共產黨於1949年發動一次礦工罷工，更反而使他的聲望急升，結果孟席斯在同年12月再次當選總理。
雖然孟席斯當選總理，但工黨仍然控制著參議院，使孟席斯政府的施政存有困難。在1951年，孟席斯試圖推動立法取締共產黨，以便動議一旦被參議院否決，便可以借機會解散國會舉行大選。但出乎意料的是，取締共產黨的法案在參議院得到通過，卻被高等法院裁定違憲而未能執行。其後，參議院否決了他的銀行法案，孟席斯才成功解散國會，並在新一輪的選舉中成功控制兩院。
在1951年下半年，孟席斯尋求以公投的方式修憲，以取締共產黨。當時新任工黨黨魁H·V·伊瓦特（H.V. Evatt）以公民自由為理由，發起一連串運動反對取締共產黨，結果公投以些微票數否決了取締行動。另外，孟席斯又派兵參與韓戰，並與美國維持緊密的同盟關係。
然而，當時國內的經濟卻呈現衰退的景象，輿論更認為工黨的伊瓦特有望在1954年的大選中勝出。就在大選舉行前不久，孟席斯向外界宣佈一名蘇聯駐坎培拉的外交官弗拉基米尔·彼得羅夫（Vladimir Petrov），已經變節澳洲，並且有證據顯示蘇聯已在澳洲建立了一套間諜網（請見彼得羅夫事件）。事件激起了澳洲人對冷戰的恐懼心理，使得孟席斯在大選勝出。事後工黨指責事件是由孟席斯自編自導，但指控終究沒有根據支持。
1954年的大選，由於對待共產黨的態度使工黨出現分裂，而票源的分散使得孟席斯繼續在1955年和1958年的大選中兩敗伊瓦特，繼續出任總理。在這個時候，澳洲在戰後的經濟已經全面恢復，大量的新移民帶來龐大的勞動力，亦帶動房地產的蓬勃發展。而農產品的出口價格又有所上升，使農民的收入得到保障。工黨當時作風老舊，難與孟席斯的自由黨相較量。
亞瑟·卡爾韋爾（Arthur Calwell）在1960年接任工黨黨魁後，曾給孟席斯帶來一點憂慮，當時孟席斯錯估通貨膨脹，造成失業率提升，以致在1961年的選舉中，孟席斯只取得2席的多數優勢。但由於他善用工黨分裂的機會，成功分化工黨，所以在1963年的大選中，再次成功拉開多數優勢的差距，連續第七次取得勝利。這次選舉是澳洲首個有電視轉播的選舉。雖然孟席斯已年近70歲，但面對攝影鏡頭依舊從善如流，同年獲英國朝廷冊封為薊花勳爵士。
在1965年，孟席斯作出了一個錯誤決定，就是出兵越南和重新推行徵兵制，這個決定最初得到了國民的普遍歡迎，但對後屆的政府卻變成極大的困擾。儘管孟席斯務實地接受了二戰後太平洋的新局勢，與美國結成緊密同盟的關係，但仍然不減他對英國，以及對女皇伊莉莎白二世的仰慕之情。雖然女皇曾在1954年訪問澳洲，但國民在此後10年間，對皇室的狂熱卻有所消減；然而，孟席斯對皇室卻始終如一。伊莉莎伯二世在1963年再訪澳洲時，孟席斯甚至引用的伊莉莎白一世御用詩人巴納比·古奇（Barnabe Googe）的詩文，對女皇稱頌道：「我只看見她經過，就會愛她到永遠。」

### 晚年
孟席斯於1966年1月退休，並由他的前財政部長哈羅德·霍爾特（Harold Holt）接任自由黨黨魁和澳洲總理。退休以後，孟席斯獲女皇委任為五港總督，此外他又前往美國，走訪各地進行演說，並寫了兩冊回憶錄。然而，1968年和1971年的兩次中風，使孟席斯漸少出席公眾場合。另外，他又於晚年對舊同胞作猛烈抨擊。
1978年5月15日，孟席斯因心臟病卒於墨爾本市郊的馬耳威恩（Malvern），終年84歲。死後政府為他舉行了國葬。

## 略論
孟席斯兩任總理，前後18年5個月又12日，是史上任職最長的澳洲總理。當中在第二段任期，孟席斯更主宰了澳洲的政治，而這種威權在澳洲是絕無僅有的。雖然他的首任任期是一個失敗，但他在第二段任期卻成功建立起保守的政治勢力，這可謂是很大的政治成就。另一方面，孟席斯對澳洲的高等教育，以及坎培拉的發展均甚有建樹。
批評者則認為，孟席斯的成功，很大程度上是建基於戰後的經濟繁榮，以及他善用民眾的恐共心理。此外，澳洲工黨在1950年代的分裂也造就孟席斯政府的穩定。相反在當時的自由黨，孟席斯的地位無可挑戰，更被認為是自由黨內最偉大的英雄。
孟席斯素以辭鋒銳利著稱，有次他在地方選區演講，有滋事份子對他說：「如果你是天使長加百利，我一定不會投票給你。」孟席斯則不慌不忙的回應到：「如果我是天使長加百利，恐怕你不會活在我的選區。」此外，孟席斯死後不久，曾有人打算為他寫一本官方傳記，但其遺孀為了維護丈夫名聲而拒絕提供協助。一直到1991年，孟席斯家族才委人撰寫傳記，最後傳記才在1993年和1999年分兩冊出版。

## 榮譽

### 殊勳
- K.C. （1929年）
- P.C. （1937年）
- C.H. （1951年）
- K.T. （1963年）
- F.R.S. （1965年6月3日）
- 五港總督 （1966年7月）
- 多佛爾城堡主管 （1966年7月）
- 勳一等旭日章 （日本，1973年）
- A.K. （1976年）

### 以他命名的事物
- R·G·孟席斯樓 （R. G. Menzies House）：澳大利亞自由黨位于坎培拉的黨總部。
- R·G·孟席斯大樓（R. G. Menzies Building）：澳洲國立大學四座圖書館的其中之一。
- 孟席斯大樓（Robert Menzies Building）：莫纳什大学克莱顿校区的行政楼。

## 雜記
- 孟席斯的綽號是「Ming」（語出高地蘇格蘭語）
- 孟席斯曾於1956年介入蘇伊士運河危機，協助調停
- 孟席斯自1967年至1972年擔任墨爾本大學校監

## 延伸閱讀
- Alan Martin, Robert Menzies: A Life, two volumes, Melbourne University Press, 1993 and 1999 （受帕蒂·孟席斯女爵士之影響，推遲多年方才撰寫）
- Judith Brett, Robert Menzies' Forgotten People, Macmillan, 1992 （該書較具批評性）

## 外部連結
- 羅伯特·孟席斯 - 澳洲總理 / 澳洲國家檔案館
- 孟席斯基金會 （页面存档备份，存于）
- 羅伯特·孟席斯書院 （页面存档备份，存于）
- 孟席斯虛擬博物館
- 倫敦孟席斯澳洲研究中心
- 自由黨的羅伯特·孟席斯網頁 （页面存档备份，存于）
- 羅伯特·孟席斯爵士的影響 （页面存档备份，存于）  澳洲國家圖書館
- 澳洲總理 - 羅伯特·孟席斯

| 官衔                   | 官衔                         | 官衔                    |
| ---------------------- | ---------------------------- | ----------------------- |
| 前任者： 厄爾·佩基爵士 | 澳洲總理 1939年—1941年       | 繼任者： 亞瑟·法登      |
| 前任者： 理查德·凱西   | 澳洲財政部長 1940年—1941年   | 繼任者： 珀西·斯賓德    |
| 前任者： 亞瑟·法登     | 反對黨領袖 1943年—1949年     | 繼任者： 本·奇夫利      |
| 前任者： 新創設        | 澳洲自由黨黨魁 1945年—1966年 | 繼任者： 哈羅德·霍爾特  |
| 前任者： 本·奇夫利     | 澳洲總理 1949年—1966年       | 繼任者： 哈羅德·霍爾特  |
| 前任者： 邱吉爾爵士    | 五港總督 1966年—1978年       | 繼任者： 伊莉莎伯皇太后 |